# Robert Iger
Robert Allen « Bob » Iger, né le 10 février 1951 à New York (États-Unis), est un dirigeant et entrepreneur américain. Il est le président-directeur général de The Walt Disney Company de 2005 à 2020 et le président du conseil d'administration de la même société du 25 février 2020 au 31 décembre 2021. Le 20 novembre 2022, il reprend la tête de la Walt Disney Company pour une durée de 2 ans.
Il occupe également des postes au sein des conseils d'administration de grandes entreprises américaines, notamment par le passé au sein d'Apple.

## Biographie
Bob Iger est né le 10 février 1951 à New York City dans une famille juive. Il est le neveu de Jerry Iger Il grandit dans une commune avoisinante de Long Island, Oceanside, où il étudie au Fulton Avenue School et est diplômé du Oceanside High School en 1969. En 1973, il est diplômé de la Roy H. Park School of Communications au Ithaca College avec un bachelor en sciences en télévisions et radios.
Il est le fils de Mimi Iger (née Tunnick) et d'Arthur L. Iger. Ce dernier a servi durant la Seconde Guerre mondiale et a été Vice Président de Greenvale Marketing Corporation, ainsi que professeur en relations publiques et publicité. Sa mère a travaillé dans une école à Oceanside.

### Carrière

#### Débuts professionnels
Il a commencé sa carrière en faisant « M. Météo » sur des chaînes de télévisions locales dans le nord-est des États-Unis. Il est d'après ses collaborateurs un grand travailleur et devient reporter.
En 1974, il entre à 23 ans chez American Broadcasting Company dont il gravit ensuite très vite les échelons. En 1994, avec le départ de Daniel Burke, Thomas S. Murphy, PDG d'ABC, nomme Iger CEO.

#### The Walt Disney Company
En 1996 quand la Walt Disney Company rachète ABC-Capital Cities, Robert Iger reste le responsable de l'entité. Le 25 février 1999, Robert Iger devient le PDG du ABC Group et président de Walt Disney International. Le 24 janvier 2000, il est nommé président et directeur opérationnel de la société Disney et élu membre du directoire.
Michael Eisner le proposa le 13 mars 2003 comme son successeur le plus naturel pour la continuité de l'entreprise. Le 1er octobre 2005, Robert Iger devient le sixième président-directeur général de la Walt Disney Company.
Le 8 octobre 2011, il annonce qu'il mettra fin à ses fonctions de CEO et président du directoire en mars 2015,. Iger doit occuper le poste de président du directoire à partir de mars 2012 avec le départ à la retraite de John E. Pepper, Jr. puis quittera le poste de CEO en mars 2015 et de président du directoire en juin 2016.
Le 16 novembre 2011, Iger, ami de longue date de Steve Jobs obtient un poste au conseil d'administration d'Apple après la mort de ce dernier, ainsi que 217 actions AAPL, dont 142 optionnelles disponibles à partir de février 2012, soit plus de 84 000 USD,.
Le 1er juillet 2013, le comité de direction de Disney prolonge le contrat de Robert Iger comme CEO et président jusqu'au 30 juin 2016. Le 24 septembre 2013, Bob Iger évoque à la télévision l'idée que Disney puisse devenir un fournisseur de contenu pour Netflix, Google ou Amazon.
Le 4 avril 2016, Thomas Staggs alors considéré comme favori pour succéder à Robert Iger au poste de directeur général annonce brutalement son départ de Disney,. Le 2 octobre 2014, le contrat de Bob Iger comme président-directeur général de Disney est prolongé pour la seconde fois jusqu'en juin 2018. Le 14 mai 2015, il vend une partie de ses actions Disney pour un montant de 21,7 millions d'USD,,. Le 23 mars 2017, le contrat de CEO de Disney Company est à nouveau prolongé d'un an jusqu'en juillet 2019,.
À la tête du Groupe Disney, Robert Iger a « transformé et relancé une entreprise à bout de souffle et minée par des conflits internes ». Depuis 2005, le chiffre d’affaires a presque doublé et les profits ont été multipliés par 3,5. La capitalisation boursière est passée de 56 milliards à 164 milliards de dollars.
Fin 2017, Robert Iger lance le rachat, pour 52 milliards de dollars (42 milliards d’euros), des studios de cinéma 20th Century Fox et d’autres actifs de la Fox, possédée par le groupe de Rupert Murdoch. Cependant, en juin 2018, un autre groupe américain, Comcast, a surenchéri pour le rachat de la Fox, obligeant Disney à proposer une nouvelle offre supérieure à 65 milliards de dollars.
Le 8 mars 2018, les actionnaires de Disney votent contre une augmentation de la rémunération de Robert Iger pour la période 2018-2021 qui devait dépasser les 48 millions par an,. Sa rémunération pour 2017 était de 36,3 millions d'USD contre 43,9 millions en 2016 mais étant basé sur l'action Disney, elle devait dépasser les 48,5 millions en 2018 et les années suivantes. Iger est aussi éligible à un parachute doré de 100 millions pour son départ en 2021, et en cas de rachat de la Fox, il devrait recevoir une augmentation de son salaire de base de 12 à 20 millions ainsi qu'un bonus de 142 millions d'USD.
Le 4 mars 2019, le directoire de Disney amende le contrat de travail de Bob Iger lui accordant un bonus de 13,5 millions d'USD pour l'Acquisition de la 21st Century Fox mais supprimant l'augmentation de son salaire de base de 8 millions d'USD,.
Le 25 février 2020, Disney annonce que Bob Chapek, qui occupait le poste de président de l'expérience et des produits des parcs Disneyland, est nommé président-directeur général et remplace Bob Iger. Ce dernier restera cependant jusqu'en 2021 président exécutif et président du conseil d'administration de l'entreprise.
Le 20 novembre 2022, Walt Disney Company annonce le retour avec effet immédiat de Bob Iger, après le renvoi de Bob Chapek, et ce pour une période de 2 ans.
Le Monde estime que l'engagement accru de la société Disney en politique date de l'arrivée à sa tête de Bob Iger en 2015. « Démocrate autoproclamé », Bob Iger entend, en effet, défendre ses valeurs et « amener [les gens] à mieux accepter les multiples différences, cultures et races et toutes les autres facettes de nos vies et de notre peuple » grâce notamment au storytelling. Cette évolution se traduit notamment par la présence de superhéros noirs et homosexuels à l'écran (dans Black Panther, La Petite Sirène et Les Éternels notamment), jusqu'ici peu voire pas retenus pour incarner les personnages imaginés par les studios. Cet engagement politique a pour conséquence une baisse de la popularité de la société. Autrefois considérée comme la quatrième marque la plus appréciée des États-Unis, l'entreprise de divertissement chute depuis dans le cœur des Américains, jusqu'à atteindre la 77e position sur 100, selon un classement réalisé par Axios-Harris. En décembre 2023, après que  l’image et la valorisation de Disney se sont dégradées à force d’échecs au box-office, il appelle néanmoins ses scénaristes à délaisser les messages politiques et à divertir le public avant tout.

### Vie privée
Bob Iger a eu deux enfants d'un premier mariage avec Kathleen Susan Iger : Kathleen Pamela Iger et Amanda Iger.
En 1995, il se marie religieusement avec Willow Bay (en), une journaliste de CNN, à Bridgehampton (New York). Ils ont deux enfants : Robert Maxwell "Max" Iger et William Iger.
Durant la présidentielle américaine de 2016, il soutient la candidate Hillary Clinton. Après l'élection en décembre 2016, il rejoint le conseil stratégique du Président Donald Trump avant de le quitter en juin 2017, après la volonté de Trump de se retirer de l'Accord de Paris sur le climat.
En 2016, il quitte le Parti démocrate américain pour rejoindre les indépendants (c'est-à-dire pas d'affiliation à un parti spécifique).

## Distinctions
• Chevalier de Légion d'honneur (13 novembre 2024).